# Marijan Stipetić
Marijan Stipetić   (8 de desembre de 1930 - Markham, 8 d'abril de 2011) fou un nedador i waterpolista croat que va competir sota bandera iugoslava durant les dècades de 1940 i 1950.
El 1948 va prendre part en els Jocs Olímpics d'Estiu de Londres, on va disputar dues proves del programa de natació. Fou cinquè en els 1.500 metres lliures, mentre en els 400 metres lliures quedà eliminat en sèries.
En el seu palmarès destaquen dues medalles de bronze al Campionat d'Europa de natació, en els 1.500 metres lliures el 1947, i en el 4x200 metres lliures el 1950.
Com a jugador de waterpolo guanyà la lliga italiana de 1951 amb el Canottieri Napoli. Posteriorment es traslladà a viure al Canadà, on continuà competint fins a categoria de veterans. Destaquen els rècords nacionals canadencs en estil lliure de 400, 800 i 1500 metres en els grups d'edat entre 70 i 74 i 80-84.
Morí de leucèmia l'abril de 2011.